# Johann Koep (Oberalter, um 1550)
Johann Koep (* um 1550 in Hamburg; † 1611 ebenda) war ein Hamburger Oberalter.

## Leben
Koep war ein Sohn des Oberalten im Kirchspiel Sankt Petri, Hinrich Koep († 1586). Im Jahr 1596 wurde er zum Juraten gewählt. 1602 wählte die Hamburger Bürgerschaft 100 Bürger (die sogenannten Hundertmänner), zu denen auch Koep gehörte, um einen neuen Rezess mit dem Senat zu erarbeiten. Während dieses Rezesses wurde unter Protest des Senats den Hundertmännern der seit 1497 unveränderte geheime Ratseid vorgelesen. Diese verlangten nun, dass der Senat den Ratseid, wie auch den Bürgereid, reformieren sollte. Nach mehreren Entwürfen wurde der neue Eid in einem Vergleich vom 22. Januar 1603 angenommen. Im Jahr 1606 wurde Koep, als Nachfolger für den 1605 zum Senator gewählten späteren Bürgermeister Johann Wetken († 1616), zum Oberalten im Kirchspiel Sankt Nikolai gewählt. Im Jahr 1609 wurde Koep Leichnamsgeschworener, Kämmereibürger und im selben Jahr auch Präses des Kollegiums der Oberalten.

## Stiftung
Koep erwarb kurz vor seinem Tod im Jahr 1611 ein Gebäude in der Straße Kurze Mühren, in welchem er freie Wohnungen für arme Frauen ohne Kinder einrichten ließ. Das Gebäude fiel später der Stadterweiterung zum Opfer und die Gotteswohnungen wurden im Juni 1894 nach Hamburg-Eppendorf in die Frickestraße 20 verlegt. Die vom Architekt Julius Faulwasser gestalteten Wohnungen bestehen dort noch heute.